# Дејвид Зед
Дејвид Кирк Трејлор познатији као Дејвид Зед или Мистер Зед, амерички је пантомимичар, глумац и певач, углавном активан у Италији. 

## Биографија
Дејвид Зед је рођен 28. октобра 1960. године у Индијанаполису. Постао је познат касних седамдесетих наступајући као Зед, човек-робот. Његови наступи су укључивали елементе пантомиме, као што је преплитање стопала, ритмично померање подлактице и механичко ротирање главе. Са песмом Р. О.Б. О.Т. наступио је 1980. године на Фестифалу у Санрему, након чега је постала главни хит. Средином деветесетих био је аутор и водитељ ТВ емисије Мистер Зед Шоу која се емитовала на неколико ТВ станица широм Европе. Имао је улогу у великом броју филмова и телевизијских емисија. 

## Филмографија
- Scusi, lei è normale? (1979)
- Giovanni Paolo II (2006)
- Un'estate al mare (2008)
- Коко Шанел (2008)
- Negli occhi dell'assassino (2009)
- 6 giorni sulla Terra (2011)
- Caruso, la voce dell'amore (2012)
- Mister Felicità (2017)

## Дискографија
Синглови
- 1980 - I'm a Robot/I'm a Robot (Instrumental Version) (Banana Records, 7")
- 1980 - R.O.B.O.T. (erreobioti)/R.O.B.O.T. (Versione Strumentale) (EMI, 7")
- 1980 - Balla robot/Balla Robot (Versione Strumentale) (Banana Records, 7")
- 1983 - Ballarobot/I am a Robot (Banana Records, 7")
- 1986 - Witch Doctor/U-I-U-A-A (G & G Records, 7", 12")